# Терехово (Печорский район)
Терехово — деревня в Печорском районе Псковской области России. Входит в состав сельского поселения «Лавровская волость».
Расположена на юго-востоке волости, на границе c Латвией, в 7,5 км к юго-востоку от волостного центра, деревни Лавры, и в 43 км к югу от райцентра, города Печоры.

## Население
Численность населения деревни по оценке на конец 2000 года составляла 18 жителей.
| 2001 | 2002 | 2010 |
| ---- | ---- | ---- |
| 18   | ↘11  | ↘8   |